# Eric Eichmann
Eric Eichmann (* 7. Mai 1965 in Margate, Florida) ist ein ehemaliger US-amerikanischer Fußballstürmer.

## Karriere
Er absolvierte die St. Thomas Aquinas High School und kam, nachdem er von 1983 bis 1987 an der Clemson University Fußball gespielt hatte, im Alter von 22 Jahren zu Werder Bremen nach Deutschland, wo er jedoch nur in der zweiten Mannschaft eingesetzt wurde. 1988 wechselte er zurück in die USA und spielte für die Fort Lauderdale Strikers in der American Soccer League bzw. American Professional Soccer League.
Von 1992 bis 1995 war er für mehrere Hallenfußballklubs aktiv. Mit Gründung der Major League Soccer spielte er 1996 eine Saison für die Kansas City Wizards.
Sein erstes Länderspiel absolvierte er am 5. Februar 1986 gegen Kanada. Eichmann stand im US-Kader bei der Weltmeisterschaft 1990 in Italien. Er gehörte auch 1988 zum Kader der Mannschaft, welche für die USA bei den Olympischen Sommerspielen vertreten war. Auch bei den Futsal-Weltmeisterschaften 1989 und 1992 spielte er mit. 
Nach seinem Karriereende betreute er von 2000 bis 2002 die Major-League-Soccer-Mannschaft Miami Fusion als Assistenztrainer. Eichmann ist Director of Coaching and Player Development bei dem Jugendklub Boca United.